# 白銀坂

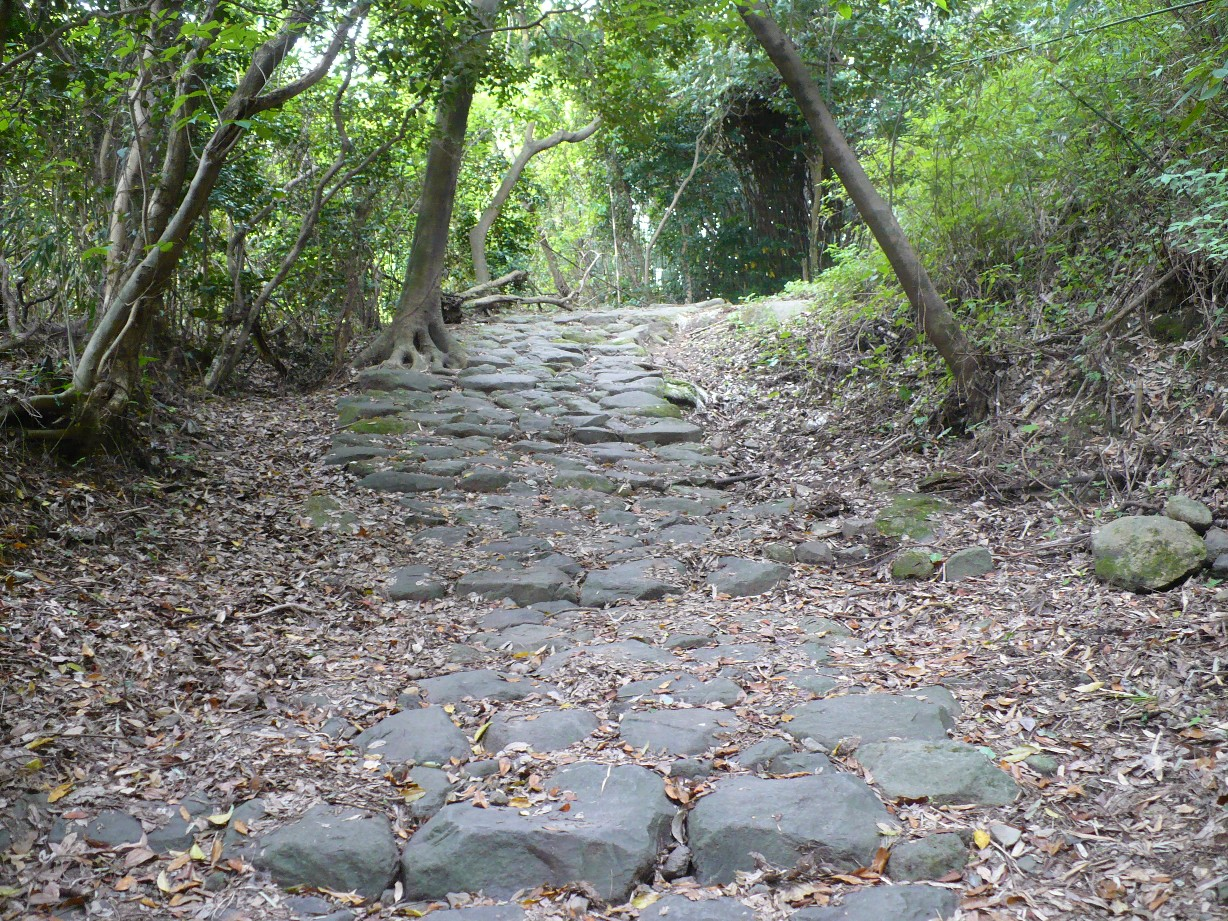
石畳の残る現代の白銀坂

白銀坂（しらかねざか）は、鹿児島県姶良市脇元から鹿児島県鹿児島市牟礼岡まで伸びる石畳の坂道（旧街道）。2006年（平成18年）7月28日に加治木町の龍門司坂とともに国史跡に指定された。

## 歴史
坂のある山並みは古代から近世における薩摩国と大隅国の国境であり、戦国時代には島津貴久や島津義弘といった武将たちがこの坂に陣を構えていた。
江戸時代に入ると、白銀坂は薩摩藩によって主要街道「大口筋（薩摩街道）」の一部として整備されたが、特に白銀坂は藩内随一の難所として知られた。
明治6年(1873年)には現在の国道10号の基礎となる重富村（姶良町重富）から竜ヶ水地区経由で鹿児島市へ至る鹿児島湾（錦江湾）沿いのルートが開通し、さらに明治34年(1901年)、鹿児島駅 - 国分駅（現:隼人駅）間の鉄道開通によって白銀坂はその幹線としての人々の利用も少なくなり次第に忘れ去られ、長年の風水害により石畳も大変傷んでいた。

## 史跡としての整備
姶良町教育委員会は、歴史的に貴重なこの坂を保存しながら、歴史を追体験できる場所として活用できるようにと「歴史の道整備活用推進事業」を実施し、建設省(現:国土交通省)から平成7年(1995年)歴史上重要な幹線道路として利用された街道の中で、特に重要な歴史的・文化的価値をもつ道路として「歴史国道」に選定された。
2006年（平成18年）7月28日には国史跡に指定され、指定距離2,867mのうち約3分の2に石畳が残る。
説明板が設置されているほか、第1休憩所、第2休憩所、第3休憩所があり、第2休憩所からは姶良市街地や霧島連山を眺望できる。